# Cattedrale dell'Immacolata Concezione (Cuenca)
La cattedrale dell'Immacolata Concezione (in spagnolo: Catedral de la Inmaculada Concepción), comunemente indicato come Nuova Cattedrale di Cuenca (in spagnolo: Nueva Catedral de Cuenca), si trova a Cuenca, in Ecuador ed è situata di fronte al Parque Calderon.

## Descrizione

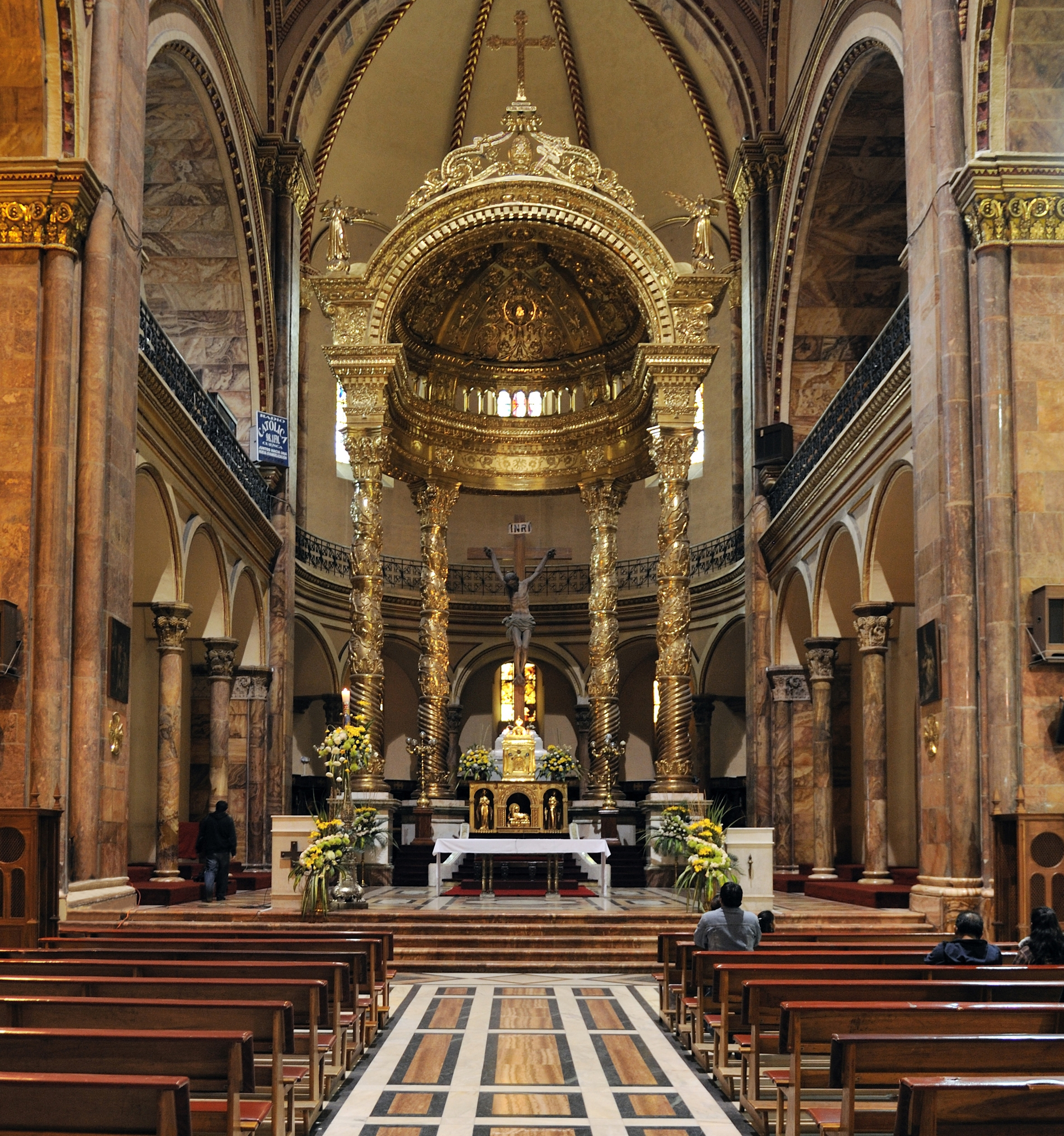
Interno della cattedrale

Il progetto della cattedrale è stato redatto da Juan Bautista Stiehle (1829-1899), un frate di origine tedesca arrivato a Cuenca dall'Alsazia nel 1873. La chiesa ha assunto la funzione precedentemente detenuta dal Duomo Vecchio, divenuto troppo piccolo. I lavori sono iniziati nel 1885 e sono proseguiti per quasi un secolo. Nell'edificio si combinano diversi stili, ma il neoromanico è predominante. La cattedrale è sormontata da tre cupole giganti coperte da piastrelle smaltate blu e bianche fatte pervenire appositamente dall'allora Cecoslovacchia. La facciata è realizzata in alabastro e marmo locale, mentre il pavimento è ricoperto di marmo rosa di Carrara.
Le due torri, nel progetto originale più alte, sono troncate a causa di un errore di calcolo dell'architetto. Nonostante ciò, la cattedrale si pone come una monumentale opera di fede e lo skyline di cupole è diventato un simbolo per la città.

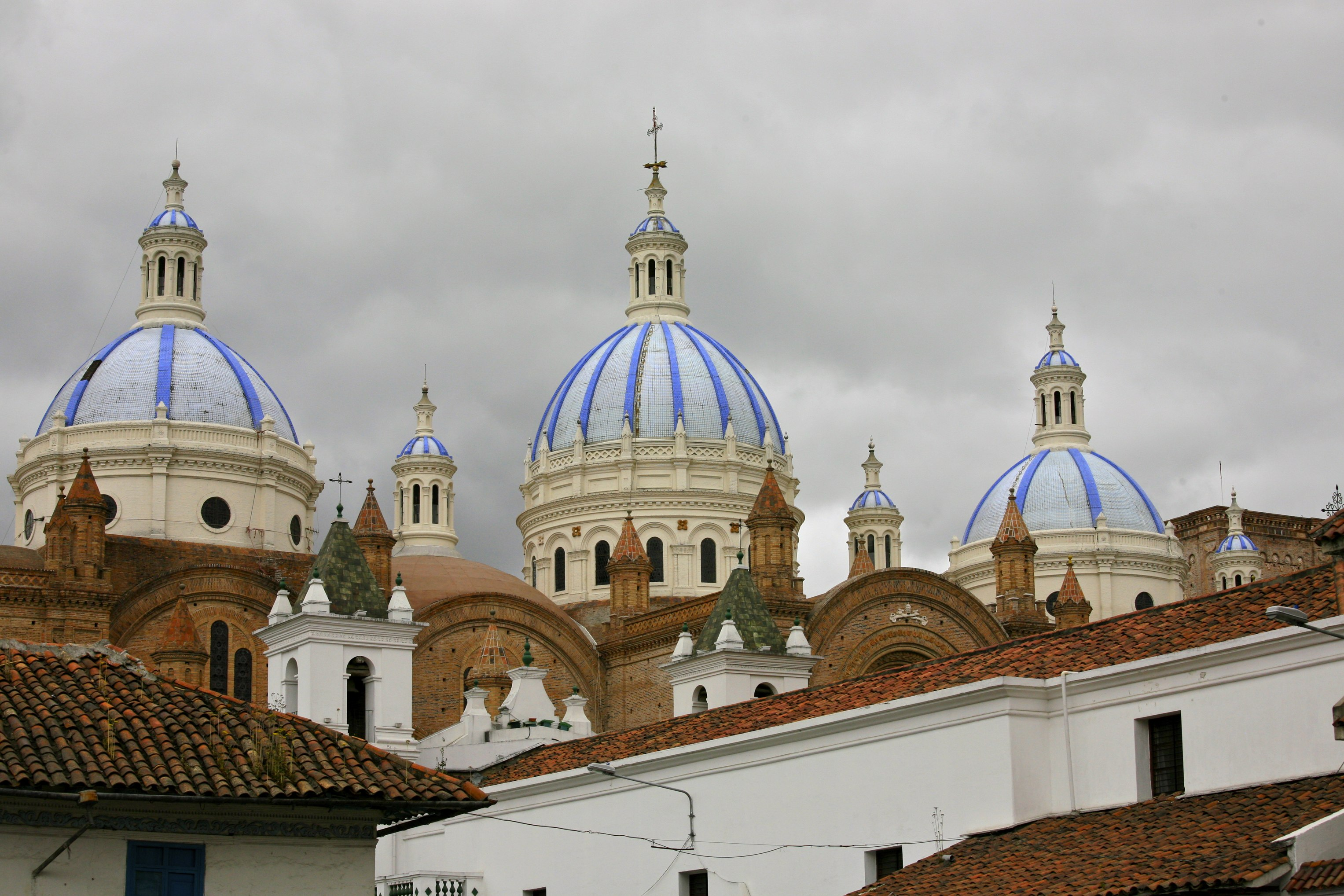
Le cupole della cattedrale